# 宋孝王
宋 孝王（そう こうおう、生年不詳 - 580年）は、中国の南北朝時代の北朝の歴史家。本貫は広平郡列人県。

## 経歴
北魏の清河郡太守の宋世良の従子にあたる。学問を渉猟し、文章を編纂するのを好んだ。その姿かたちは矮小短躯で、人物の善悪を批評するのを好んだことから、当時の士人たちにとても憎まれた。段孝言の下で開府参軍をつとめ、さらに推薦されて北平王文学をつとめた。文林館に入る志望がかなえられなかったため、北斉の朝士を非難する目的で、『朝士別録』20巻を著した。北斉が滅亡すると、『朝士別録』をさらに増補して『関東風俗伝』63巻に改めた。『北史』によると、その言には誤りが多く、篇の構成は冗雑で、著述の体を成していなかったと酷評されている。580年（大象2年）、尉遅迥の乱に関与して、処刑された。

## 伝記資料
- 『北斉書』巻46 列伝第38
- 『北史』巻26 列伝第14